# 兵仗局
兵仗局，設於明初洪武年間，掌造皇帝衛士及錦衣衛的軍器。
兵仗局 負責打造軍品，包括刀槍、劍戟、鞭斧、盔甲、弓矢等兵器，其中盔甲军器有九十余种，火器四十多种，每三年造一次，由工部備料。《大明会典》卷一九二云：兵仗局“成造修理摆朝上直围子手、锦衣卫官旗将军，及都知监带刀长随，兑领盔甲军器”。兵仗局附设有火药局。

## 官制
- 掌印太监，一员；
- 提督军器库太监，一员；
- 管理，无定员；
- 佥书，无定员；
- 掌司，无定员；
- 写字，无定员；
- 监工，无定员。

## 人员

### 正德时期
李质（掌印）

### 嘉靖时期
萧平、
杨钦